# Södermalm
Södermalm, popularmente conhecida como Söder, é um distrito municipal da cidade de Estocolmo, na Suécia. Está integrado na zona de Estocolmo Central, uma das três existentes na capital sueca. É constituído pela grande ilha de Åsön e ainda pelas pequenas ilhas de Långholmen e Reimersholme. Fazendo parte de Estocolmo, é densamente povoada, com uma população de 120 356 (2011).
Começou a ser habitada na Idade Média, e até o fim do século XIX era caracterizada pelas suas pequenas casas de madeira para trabalhadores e pelas fábricas e manufaturas cuja localização não era desejada na cidade.   

## Bairros
Södermalm é constituído por quatro bairros:
- Långholmen
- Reimersholme
- Södermalm
- Södra Hammarbyhamnen

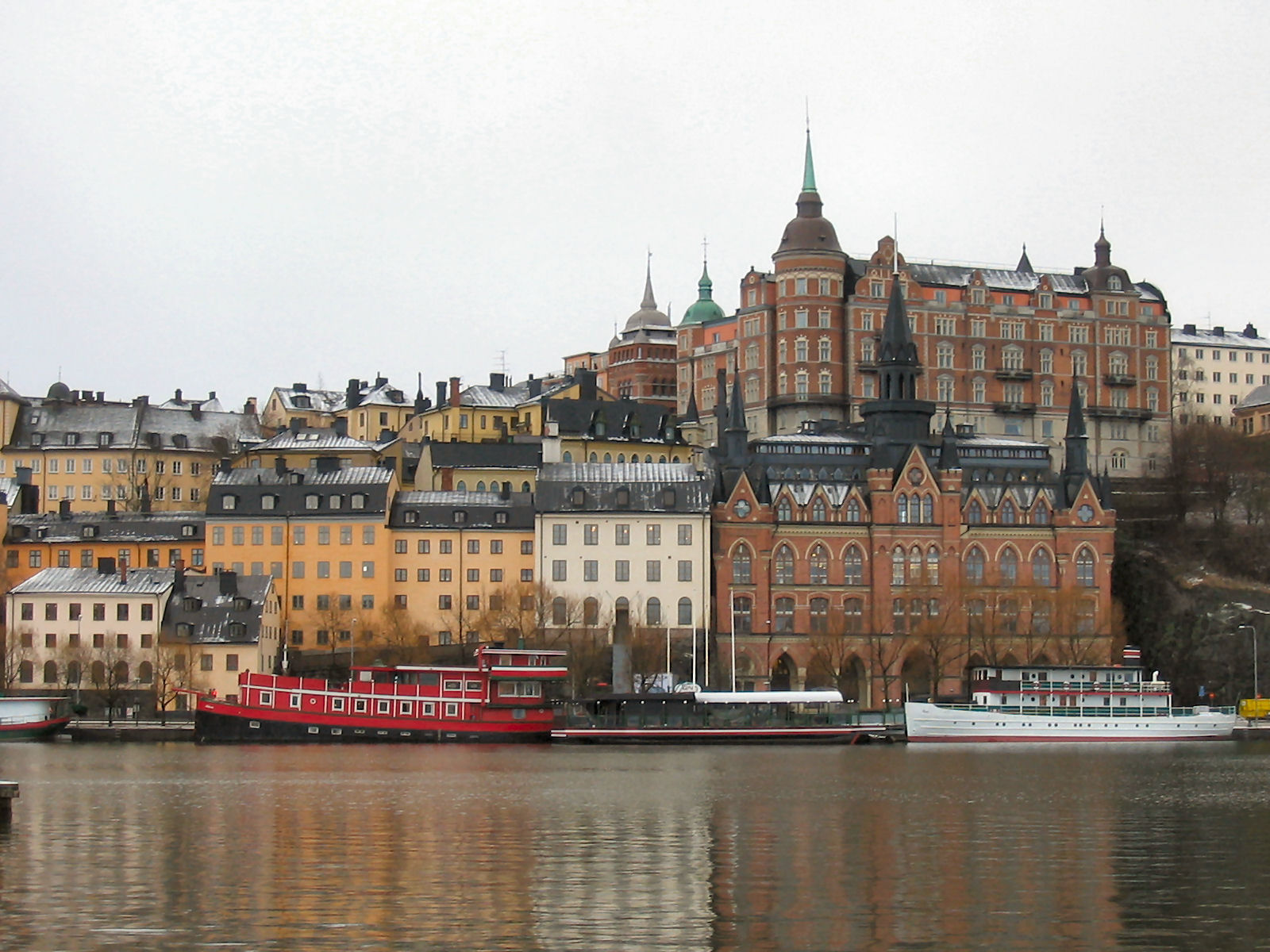
Vista de Södermalm
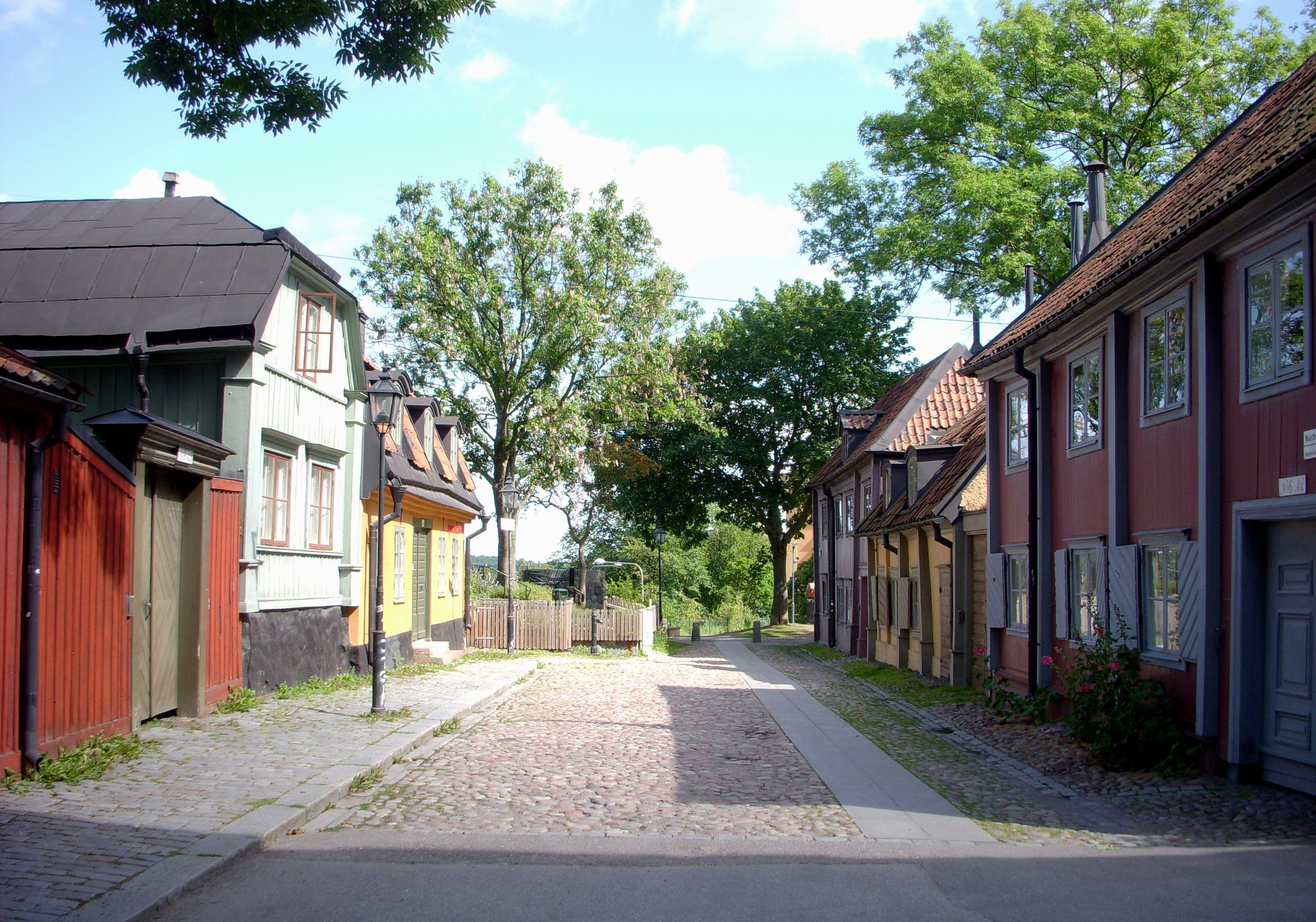
A rua Mäster Mikaels gata
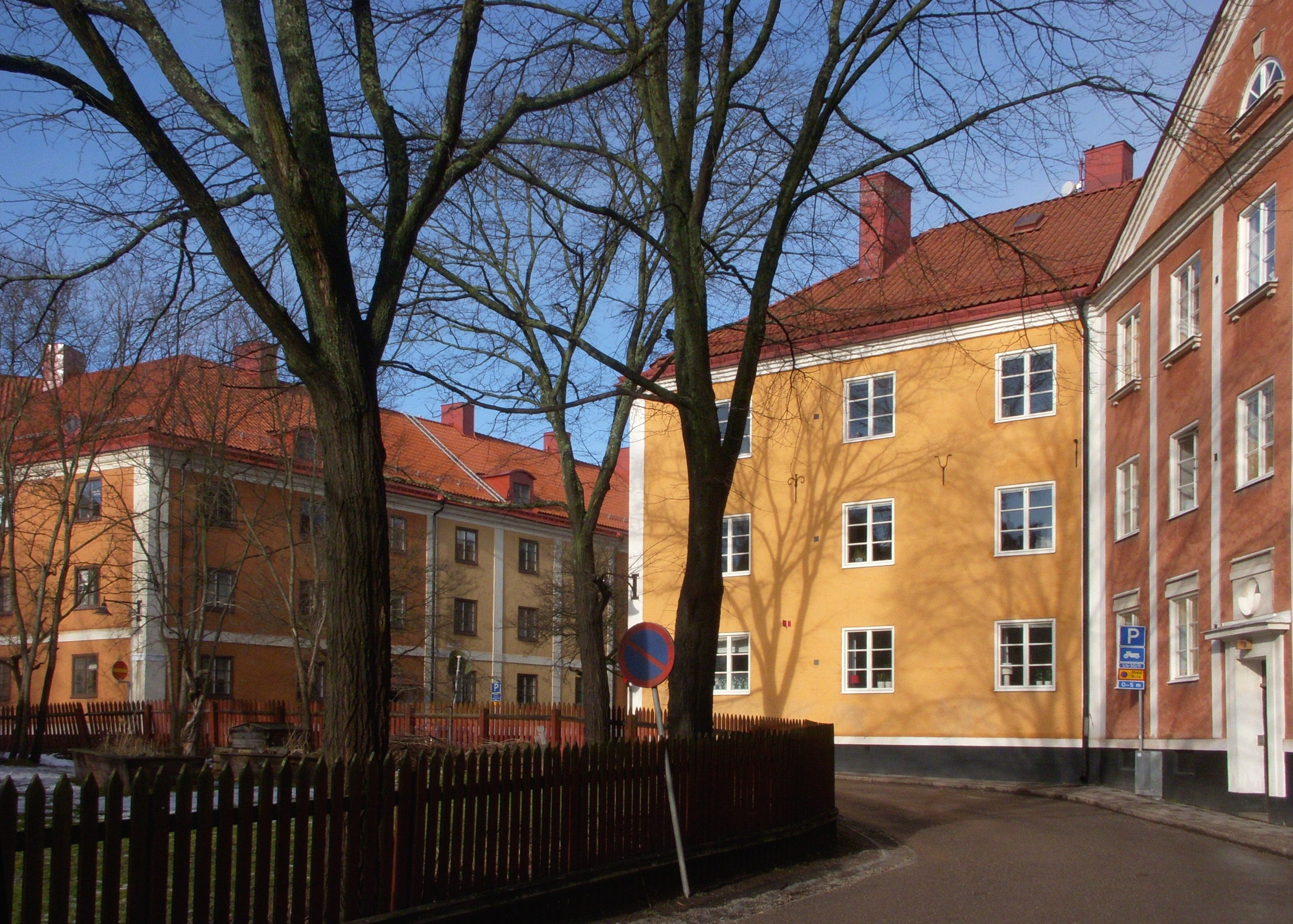
Blecktorn
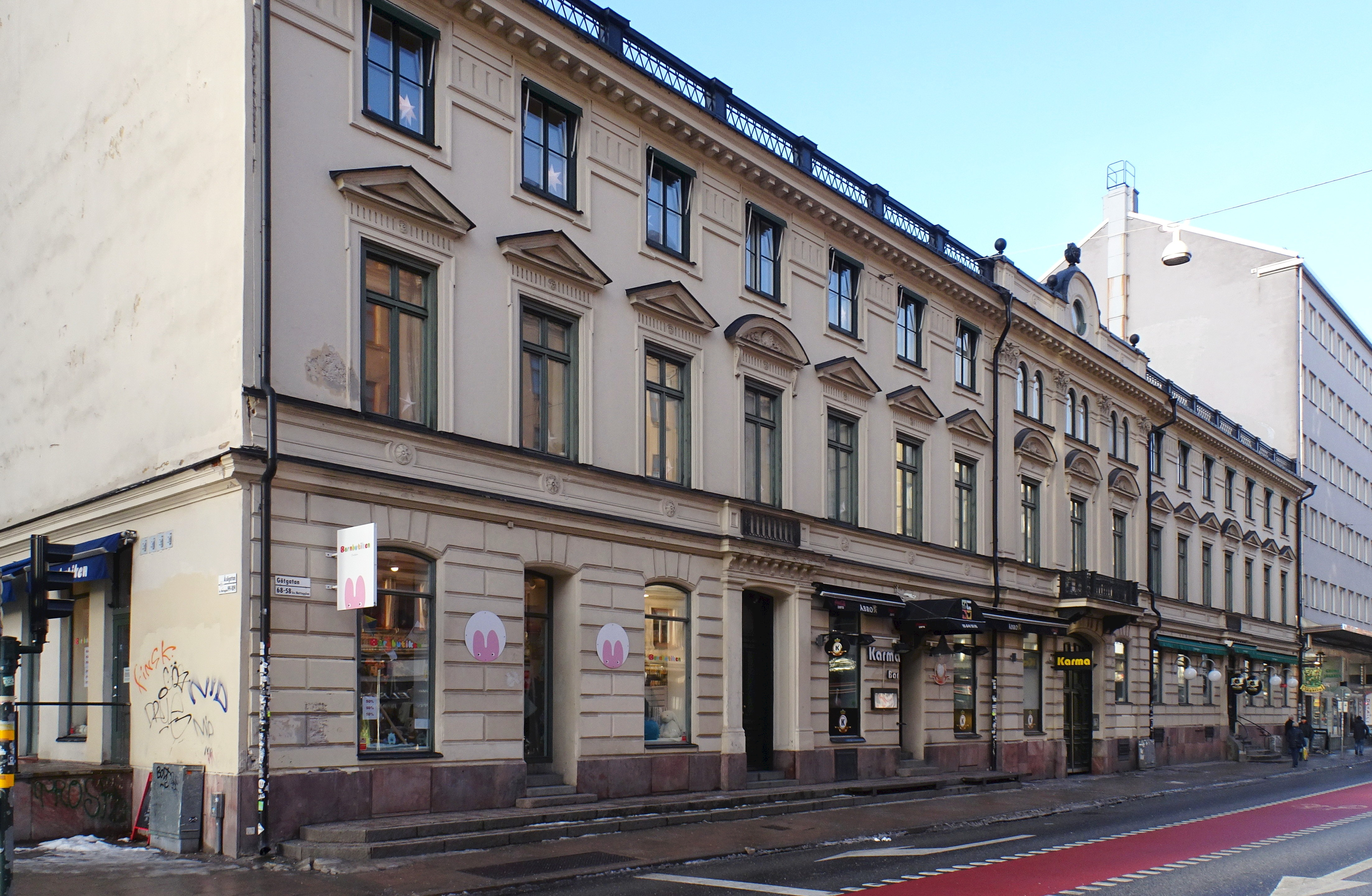
O palácio Hellgrenska